# Sebastián Pérez Cardona
Sebastián Pérez Cardona (Envigado, Antioquia, 29 de marzo de 1993) es un futbolista colombiano que juega como centrocampista en el Casa Pia de la Primeira Liga de Portugal.

## Trayectoria

### Inicios
Sebastián Pérez Cardona, nació el 29 de marzo de 1993 en Envigado, Antioquia, Colombia, inició jugando el torneo Pony Fútbol en la posición de volante de creación, gracias a sus habilidades fue visto por  Jaime Arango quien no dudó en llevarlo a las divisiones menores de Atlético Nacional. Se vinculó a las divisiones menores a los 13 años, al principio inició jugando de volante de creación, pero en la categoría sub-14 decidieron probarlo de volante de marca hasta que se quedó con la posición hasta el día de hoy. Años después ganó el campeonato nacional juvenil 2010 con la Selección de fútbol de Antioquia.

### Atlético Nacional
Cuando Pérez estaba en la categoría sub-20 de las divisiones menores del Atlético Nacional, recibió una invitación de Santiago Escobar para entrenar una semana con el plantel profesional, para tener un roce con los jugadores profesionales, terminada la semana gracias a su gran técnica y recuperación de balón Santiago Escobar decidió ascenderlo al equipo profesional, realizando su debut en el partido amistoso de Atlético Nacional contra Racing de Argentina el 3 de febrero de 2011 en la ciudad de Bucaramanga. Debutó oficialmente en el partido contra el Junior de Barranquilla entrando al minuto 88, de esta manera poco a poco fue ganando minutos hasta ser puesto en la titular por primera vez ante el Boyacá Chicó partido en el que salió expulsado al minuto 56. Terminada la sanción Pérez volvió a la titular en el partido contra el Real Cartagena, partido que terminó suspendido por falta de garantías, jugó el partido contra el Deportivo Pereira que ganó el Nacional 2-0, en los siguientes partidos el técnico Santiago Escobar optó por dejarlo en el banco hasta que lo metió en la semifinal contra el Deportes Tolima jugando los 90 minutos, jugó la final del Torneo Apertura 2011 ganándole en la serie de penaltis a La Equidad convirtiéndose en el jugador más joven en ganar el torneo profesional colombiano con 18 años.
Fue convocado por el técnico Eduardo Lara para la Copa Mundial de Fútbol Sub-20 de 2011 que se celebró en Colombia, jugando únicamente los octavos de final ante Costa Rica.
En el segundo semestre jugó los 90 minutos de la primera jornada, ganándose la confianza de Sachi, nuevamente jugó los 90 minutos de la jornada contra La Equidad, partido que perdió el equipo verdolaga con gol de Dahwling Leudo al minuto 70, jugó el gran clásico del Fútbol Colombiano de titular ante el América de Cali, partido que ganó 2-4 en la ciudad de Cali, ya con la confianza ganada del técnico, Sachi, decidió ponerlo de titular en los siguientes 6 partidos, hasta la jornada 11 en la que fue dejado en el banco ante el Boyacá Chicó, partido en el que entró al minuto 75, en el siguiente partido fue puesto en la titular en el clásico de verdes ante el Deportivo Cali, partido en el que recibió su segunda tarjeta roja en el minuto 82, terminada la sanción, Sebastián fue puesto en la titular en el partido contra el Real Cartagena, nuevamente entró en la titular en el siguiente partido correspondiente a la jornada 15 ante el Deportes Tolima, partido en el que fue amonestado al minuto 68, jugó la jornada 17 con la presión de la hinchada al no estar clasificando a los cuadrangulares, partido que empataron 2-2 ante el Deportivo Pereira, jugó los 90 minutos de la última jornada del todos contra todos, partido que perdieron 1-0 ante Águilas Doradas quedando eliminado de la competencia.

#### 2012
El año 2012 no fue un buen año para Sebastián Pérez, en el primer semestre participó solo en 7 partidos y si esta cantidad es baja, el segundo trimestre fue peor dado que solo apareció en 3 encuentros, este año para su club en Liga no fue malo, en el Torneo Apertura quedaron en la posición 12 y en el Torneo Finalización estuvieron cerca de llegar a la final.

#### 2013-14
Tras disputar la Copa Mundial de Fútbol Sub-20 de 2013 con Colombia, viajó a Inglaterra para probarse en el Arsenal F. C., el 10 de agosto de 2013 debutó con los Gunners en el amistoso que terminó con la victoria del Arsenal por 3-1 sobre el Manchester City F. C.; entrando en el minuto 67 al campo en reemplazo de Mikel Arteta. A pesar de que el técnico Arsène Wenger pidió a los directivos su fichaje luego del mes que estuvo con Pérez, se canceló el traspaso al Arsenal de Inglaterra, el técnico Juan Carlos Osorio, inició de a poco a volver a darle minutos en los partidos al punto de jugar los noventa minutos en los partidos contra el Envigado F. C. y también jugando los noventa minutos en el clásico frente a Millonarios, teniendo en ambos partidos destacadas actuaciones. Anotó su primer gol como profesional en el empate 1-1 ante Jaguares en la ciudad de Montería, días más tarde anotó su segundo gol en el clásico ante el DIM, ambos partidos correspondientes a la Copa Colombia 2013 torneo del quedaría campeón, ganando la final frente a Millonarios.

#### 2015
Inició el 2015 ingresando al minuto 67 en el partido contra Santa Fe correspondiente a la Superliga de Colombia 2015, jugó la primera jornada de la liga Águila 2015-I ingresando en el minuto 75 ante Águilas Doradas de Pereira, igualmente en la segunda jornada en el clásico ante el Independiente Medellín, Ingresó al minuto 56 en el partido ante Envigado F. C. correspondiente a la jornada 4, jugó la jornada 6 ingresando en el minuto 70 en el Atanasio Girardot ante Patriotas, cansado de estar en la banca, el técnico Juan Carlos Osorio decidió meterlo en la titular en el partido ante el Once Caldas, jugando los 90 minutos, días más tarde fue convocado al clásico de verdes ante el Deportivo Cali, partido en que fue titular y jugó los 90 minutos, el 3 de mayo jugó su último partido en la era Osorio, en el clásico ante Millonarios en el Campín, partido en el que Sebastián fue titular y jugó los 90 minutos, teniendo un excelente rendimiento.
El 2 de junio fue presentado Reinaldo Rueda como nuevo Director Técnico del equipo paisa, Sebastián tuvo que esperar hasta el 10 de septiembre para volver a jugar, en el partido ante el Deportivo Cali, partido en el que ingresó al minuto 75, teniendo un excelente rendimiento iniciando la jugada del segundo gol, 4 días después Reinaldo optó por meterlo en la titular en el partido ante Deportes Tolima, juego en el que fue elegido mejor jugador del partido, ganándose la confianza del cuerpo técnico y recibiendo elogios por parte el exarquero de la Selección de fútbol de Colombia Faryd Mondragón, 5 días después fue convocado al partido contra Cortuluá, partido en que fue titular. Días más tarde anotó su cuarto gol como profesional ante el Boyacá Chicó, partido que terminó 6-1 a favor de los «verdolagas», días después jugó 82 minutos de histórico 4-0 a Junior de Barranquilla, con la confianza de Reinaldo Rueda, jugó el partido de ida y de vuelta de los cuartos de final del torneo finalización ante el Deportivo Cali, el partido de ida terminó 0-0 y el de vuelta lo ganó el equipo verdolaga 3-1, igualmente jugó de los 2 partido de la semifinal ante el Independiente Medellín eterno rival del cuadro Verdolaga, el partido de ida lo perdieron 1-0 y el de vuelta lo ganaron 2-0, clasificaron a la final ante el Junior de Barranquilla, Sebastián jugó 45 minutos en el partido de ida de la final de la Liga Águila, partido que perdieron 2-1 en Barranquilla y jugó los 90 minutos del partido de vuelta de la gran Final en el Atanasio Girardot, Partido en el cual el club verdolaga ganó 1-0 y esto llevó a la definición desde el punto penal, Sebastián Pérez anotó el penal que le corresponde y que ayudó a ganar la serie 3-2 en penales. El 27 de julio de 2016 se consagró campeón de la Copa Libertadores de América en un global de 2 a 1 frente a Independiente del Valle de Ecuador, logrando así su primer título internacional. Actualmente es uno de los futbolistas más ganadores en Atlético Nacional con diez conquistas.

### Boca Juniors
Luego de conquistar la Copa Libertadores con el «verdolaga», fue transferido al Club Atlético Boca Juniors el 15 de agosto de 2016 en una cifra cercana a los tres millones de dólares. Su debut se produciría el 25 de septiembre en la victoria 4 a 1 de Boca frente a Quilmes, teniendo un buen debut y alta efectividad en los pases. El 14 de enero de 2018 volvió a jugar  con el xeneize después de la rotura de ligamentos cruzados en la rodilla izquierda sufrida el 1 de abril de 2017 ante Defensa y Justicia. Exactamente nueve meses y 13 días después de aquella lesión, el volante sumó 90 minutos ante Godoy Cruz por un amistoso de verano, convirtiéndose en una importante opción. El 1 de marzo jugó 13 minutos ante Alianza Lima por Copa Libertadores 2018. El 22 de abril jugó 79 minutos en el triunfo 3-1 sobre Newell's.
Tras empatar 2-2 ante Gimnasia y Esgrima el 9 de mayo de 2018 se proclamó campeón de la Superliga Argentina 2017-18, obteniendo su segundo título en el club.

### Pachuca
A mitad del 2018 es cedido al CF Pachuca de la Primera División de México. Debuta el 25 de septiembre en la goleada 3 por 0 sobre Cafetaleros de Tapachula ingresando en el segundo tiempo.

### Barcelona S.C.
El 3 de enero se confirmó la llegada al Barcelona de la Serie A de Ecuador para la temporada 2019. El 6 de febrero debuta como titular en el triunfo 2-1 contra Defensor Sporting en Uruguay por la fase previa de la Copa Libertadores 2019. Posteriormente la Conmebol concede el triunfo a Defensor Sporting 3-0, al constatar que Sebastián Pérez había jugado sin estar habilitado.
Marcó su primer gol en la goleada 4 a 1 frente a Delfín S.C. por la semifinal de ida de la Copa Ecuador.

### Boavista
El 21 de septiembre de 2020 se confirmó su paso al Boavista portugués jugando 18 meses en calidad de cedido. El 2 de noviembre debutó en el duelo frente al S. L. Benfica, desde aquel día hasta mayo jugó 17 partidos de 28 posibles en la Primeira Liga, siendo titular en nueve ocasiones y marcando 2 goles.

## Selección nacional

### Categoría inferiores

#### Sub-20
Sebastián fue convocado a la Selección Sub-20 de Colombia en el Mundial Sub-20 realizado en Colombia por el técnico Eduardo Lara, en el cual solo jugó un partido en los octavos de final ante Costa Rica, participando 60 minutos con victoria 3-2 clasificando a los cuartos de final. Dos años después fue convocado al Sudamericano 2013 por Carlos «El Piscis» Restrepo en el cual jugó 7 partidos quedando campeón, meses después fue convocado para jugar el Torneo Esperanzas de Toulon de 2013 en el cual quedaron subcampeón perdiendo la final 1-0 ante Brasil y en julio finalizó su proceso con la Sub-20 jugando el Mundial sub-20 de 2013 jugando todos los partidos quedando eliminados en los octavos de final ante Corea del sur.

#### Sub-23
Jugaría los Juegos Olímpicos de Río de Janeiro 2016 con la Sub-23 de Colombia llegando a cuartos de final donde fueron eliminados por los locales.

#### Participaciones en Juegos Olímpicos
| JJ.OO                 | Sede                   | Resultado        | PJ | GA | Asis |
| --------------------- | ---------------------- | ---------------- | -- | -- | ---- |
| Juegos Olímpicos 2016 | Río de Janeiro, Brasil | Cuartos de final | 4  | 0  | 0    |

#### Participaciones en Copas del Mundo Juveniles
| Mundial                            | Sede                               | Resultado                          | PJ | GA | Asis |
| ---------------------------------- | ---------------------------------- | ---------------------------------- | -- | -- | ---- |
| Copa Mundial Sub-20 de 2011        | Colombia                           | Cuartos de final                   | 1  | 0  | 0    |
| Copa Mundial Sub-20 de 2013        | Turquía                            | Octavos de final                   | 4  | 0  | 0    |
| Total en Copas del Mundo Juveniles | Total en Copas del Mundo Juveniles | Total en Copas del Mundo Juveniles | 5  | 0  | 0    |

### Selección absoluta
El 14 de febrero de 2016 fue convocado a la selección de mayores por Pekerman en un microciclo en la ciudad de Bogotá, un mes después debutó ante Bolivia en las eliminatorias para el mundial, en aquel partido Pérez fue sustituido al minuto 61 por Edwin Cardona, cambio que generaría algunas críticas contra Pekerman pero que al final dio resultado, días después anotó su primer gol en la victoria 3-1 sobre Ecuador de local, el día de su cumpleaños número 23.
El 14 de mayo de 2018 fue incluido por el entrenador José Pekerman en la lista preliminar de 35 jugadores para disputar la Copa Mundial de Fútbol de 2018.

#### Participaciones enCopas América
| Torneo                  | Sede                   | Resultado              | PJ | GA | Asis |
| ----------------------- | ---------------------- | ---------------------- | -- | -- | ---- |
| Copa América Centenario | Estados Unidos         | Tercer lugar           | 5  | 0  | 0    |
| Copa América 2021       | Brasil                 | Tercer lugar           | 2  | 0  | 0    |
| Total en Copas América  | Total en Copas América | Total en Copas América | 7  | 0  | 0    |

#### Participaciones enEliminatorias al Mundial
| Eliminatoria                        | Sede del Mundial       | Posición               | Resultado   | PJ                                | GA | Asis |
| ----------------------------------- | ---------------------- | ---------------------- | ----------- | --------------------------------- | -- | ---- |
| Eliminatorias Mundial de Rusia 2018 | Rusia                  | 4°lugar 27pts          | Clasificado | 2                                 | 1  | 0    |
| Eliminatorias Mundial de Catar 2022 | Catar                  | 6°lugar 23pts          | Eliminado   | 0 (2 convocatorias como suplente) | 0  | 0    |
| Total en Eliminatorias              | Total en Eliminatorias | Total en Eliminatorias | 1/2         | 2                                 | 1  | 0    |

Goles internacionales
| # | Fecha               | Lugar                                                  | Rival   | Gol | Resultado | Competición              |
| - | ------------------- | ------------------------------------------------------ | ------- | --- | --------- | ------------------------ |
| 1 | 29 de marzo de 2016 | Metropolitano Roberto Melendez, Barranquilla, Colombia | Ecuador | 2-0 | 3-1       | Eliminatorias Rusia 2018 |

### Partidos con la selección absoluta
| \| PJ \| Fecha \| Ciudad \| Local \| Resultado \| Visitante \| Competición \| \| -- \| ---------- \| --------------- \| -------------- \| --------- \| ---------- \| ----------------------------- \| \| 1 \| 24-03-2016 \| La Paz \| Bolivia \| (2:3) \| Colombia \| Eliminatorias Mundial de 2018 \| \| 2 \| 29-03-2016 \| Barranquilla \| Colombia \| (3:1) \| Ecuador \| Eliminatorias Mundial de 2018 \| \| 3 \| 29-05-2016 \| Miami \| Colombia \| (3:1) \| Haití \| Amistoso \| \| 4 \| 03-06-2016 \| Santa Clara \| Estados Unidos \| (0:2) \| Colombia \| Copa América Centenario \| \| 5 \| 07-06-2016 \| Pasadena \| Colombia \| (2:1) \| Paraguay \| Copa América Centenario \| \| 6 \| 07-06-2016 \| Pasadena \| Colombia \| (2:3) \| Costa Rica \| Copa América Centenario \| \| 7 \| 17-06-2016 \| East Rutherford \| Perú \| 0 (2:4) 0 \| Colombia \| Copa América Centenario \| \| 8 \| 22-06-2016 \| Chicago \| Colombia \| (0:2) \| Chile \| Copa América Centenario \| \| 9 \| 13-06-2021 \| Cuiabá \| Colombia \| (1:0) \| Ecuador \| Copa América 2021 \| \| 10 \| 20-06-2021 \| Goiania \| Colombia \| (1:2) \| Perú \| Copa América 2021 \| |            |                 |                |           |            |                               |
| PJ | Fecha      | Ciudad          | Local          | Resultado | Visitante  | Competición                   |
| 1 | 24-03-2016 | La Paz          | Bolivia        | (2:3)     | Colombia   | Eliminatorias Mundial de 2018 |
| 2 | 29-03-2016 | Barranquilla    | Colombia       | (3:1)     | Ecuador    | Eliminatorias Mundial de 2018 |
| 3 | 29-05-2016 | Miami           | Colombia       | (3:1)     | Haití      | Amistoso                      |
| 4 | 03-06-2016 | Santa Clara     | Estados Unidos | (0:2)     | Colombia   | Copa América Centenario       |
| 5 | 07-06-2016 | Pasadena        | Colombia       | (2:1)     | Paraguay   | Copa América Centenario       |
| 6 | 07-06-2016 | Pasadena        | Colombia       | (2:3)     | Costa Rica | Copa América Centenario       |
| 7 | 17-06-2016 | East Rutherford | Perú           | 0 (2:4) 0 | Colombia   | Copa América Centenario       |
| 8 | 22-06-2016 | Chicago         | Colombia       | (0:2)     | Chile      | Copa América Centenario       |
| 9 | 13-06-2021 | Cuiabá          | Colombia       | (1:0)     | Ecuador    | Copa América 2021             |
| 10 | 20-06-2021 | Goiania         | Colombia       | (1:2)     | Perú       | Copa América 2021             |

## Estadísticas
| Club | Div.          | Temporada     | Liga  | Liga  | Liga  | Copas(1) | Copas(1) | Copas(1) | Internacional(2) | Internacional(2) | Internacional(2) | Total | Total | Total |
| Club | Div.          | Temporada     | Part. | Goles | Asis. | Part.    | Goles    | Asis.    | Part.            | Goles            | Asis.            | Part. | Goles | Asis. |
| --- | ------------- | ------------- | ----- | ----- | ----- | -------- | -------- | -------- | ---------------- | ---------------- | ---------------- | ----- | ----- | ----- |
| Atlético Nacional · Colombia | 1.ª           | 2011          | 33    | 0     | 0     | 7        | 0        | 0        | —                | —                | —                | 40    | 0     | 0     |
| Atlético Nacional · Colombia | 1.ª           | 2012          | 17    | 0     | 0     | 12       | 0        | 1        | 4                | 0                | 0                | 33    | 0     | 1     |
| Atlético Nacional · Colombia | 1.ª           | 2013          | 11    | 0     | 2     | 6        | 2        | 0        | —                | —                | —                | 17    | 2     | 2     |
| Atlético Nacional · Colombia | 1.ª           | 2014          | 29    | 1     | 4     | 12       | 0        | 0        | 3                | 0                | 0                | 44    | 1     | 4     |
| Atlético Nacional · Colombia | 1.ª           | 2015          | 25    | 1     | 1     | 2        | 0        | 0        | 1                | 0                | 0                | 28    | 1     | 1     |
| Atlético Nacional · Colombia | 1.ª           | 2016          | 7     | 0     | 0     | 2        | 1        | 0        | 12               | 0                | 2                | 21    | 1     | 2     |
| Atlético Nacional · Colombia | Total club    | Total club    | 122   | 2     | 7     | 41       | 3        | 1        | 20               | 0                | 2                | 183   | 5     | 10    |
| Boca Juniors Argentina | 1.ª           | 2016-17       | 12    | 0     | 0     | —        | —        | —        | —                | —                | —                | 12    | 0     | 0     |
| Boca Juniors Argentina | 1.ª           | 2017-18       | 3     | 0     | 0     | —        | —        | —        | 4                | 0                | 0                | 7     | 0     | 0     |
| Boca Juniors Argentina | Total club    | Total club    | 15    | 0     | 0     | 0        | 0        | 0        | 4                | 0                | 0                | 19    | 0     | 0     |
| Pachuca · México | 1.a           | 2018          | —     | —     | —     | 1        | 0        | 0        | —                | —                | —                | 1     | 0     | 0     |
| Pachuca · México | Total club    | Total club    | 0     | 0     | 0     | 1        | 0        | 0        | 0                | 0                | 0                | 1     | 0     | 0     |
| Barcelona SC · Ecuador | 1.ª           | 2019          | 26    | 0     | 4     | 4        | 1        | 0        | 1                | 0                | 0                | 31    | 1     | 4     |
| Barcelona SC · Ecuador | Total club    | Total club    | 26    | 0     | 4     | 4        | 1        | 0        | 1                | 0                | 0                | 31    | 1     | 4     |
| Boavista Portugal | 1.ª           | 2020-21       | 16    | 2     | 1     | 1        | 0        | 0        | —                | —                | —                | 17    | 2     | 1     |
| Boavista Portugal | 1.ª           | 2021-22       | 30    | 0     | 1     | 6        | 0        | 0        | —                | —                | —                | 36    | 0     | 1     |
| Boavista Portugal | 1.ª           | 2022-23       | 29    | 3     | 0     | 5        | 0        | 1        | —                | —                | —                | 34    | 3     | 1     |
| Boavista Portugal | 1.ª           | 2023-24       | 28    | 0     | 1     | 3        | 1        | 1        | —                | —                | —                | 31    | 1     | 2     |
| Boavista Portugal | 1.ª           | 2024-25       | 29    | 1     | 1     | -        | -        | -        | —                | —                | —                | 29    | 1     | 1     |
| Boavista Portugal | Total club    | Total club    | 132   | 6     | 4     | 15       | 1        | 2        | 0                | 0                | 0                | 147   | 7     | 6     |
| Total carrera | Total carrera | Total carrera | 295   | 8     | 15    | 61       | 5        | 3        | 25               | 0                | 2                | 381   | 13    | 20    |
| (1) Incluye Copa Colombia y Superliga de Colombia. (2) Incluye Copa Libertadores y Copa Sudamericana. (3) Media de goles por encuentro. No incluye goles en partidos amistosos. |               |               |       |       |       |          |          |          |                  |                  |                  |       |       |       |

### Resumen estadístico
| Competición           | Part. | Goles | Asist. |
| --------------------- | ----- | ----- | ------ |
| Liga                  | 292   | 7     | 15     |
| Copas Nacionales      | 61    | 5     | 3      |
| Copas Internacionales | 25    | 0     | 2      |
| Selección de Colombia | 10    | 1     | 1      |
| Total                 | 388   | 13    | 21     |

## Palmarés

### Títulos nacionales
| Título                        | Club              | País      | Temporada |
| ----------------------------- | ----------------- | --------- | --------- |
| Categoría Primera A           | Atlético Nacional | Colombia  | 2011-I    |
| Superliga de Colombia         | Atlético Nacional | Colombia  | 2012      |
| Copa Colombia                 | Atlético Nacional | Colombia  | 2012      |
| Categoría Primera A           | Atlético Nacional | Colombia  | 2013-I    |
| Copa Colombia                 | Atlético Nacional | Colombia  | 2013      |
| Categoría Primera A           | Atlético Nacional | Colombia  | 2013-II   |
| Categoría Primera A           | Atlético Nacional | Colombia  | 2014-I    |
| Categoría Primera A           | Atlético Nacional | Colombia  | 2015-II   |
| Superliga de Colombia         | Atlético Nacional | Colombia  | 2016      |
| Primera División de Argentina | Boca Juniors      | Argentina | 2016-17   |
| Primera División de Argentina | Boca Juniors      | Argentina | 2017-18   |

### Títulos internacionales
| Título            | Club              | Sede     | Año  |
| ----------------- | ----------------- | -------- | ---- |
| Copa Libertadores | Atlético Nacional | Medellín | 2016 |

### Selecciones nacionales
| Título                         | Selección       | Sede      | Año  |
| ------------------------------ | --------------- | --------- | ---- |
| Campeonato Sudamericano Sub-20 | Colombia Sub-20 | Argentina | 2013 |

### Distinciones individuales
| Distinción                                                 | Año  |
| ---------------------------------------------------------- | ---- |
| Parte del equipo ideal de la Categoría Primera A           | 2015 |
| Parte del equipo ideal de la Copa Libertadores             | 2016 |
| Parte del Equipo Ideal de América                          | 2016 |
| Mejor Volante del Campeonato Ecuatoriano de Fútbol por AFE | 2019 |
| Incluido en el 11 ideal del Fútbol Ecuatoriano por AFE     | 2019 |

## Vida personal
En 2015, Sebastián Pérez se casó con Manuela Restrepo. En julio de 2016 nació su primer hijo. En 2017, Pérez se volvió vegano por motivos éticos.